# Condé Montrose Nast

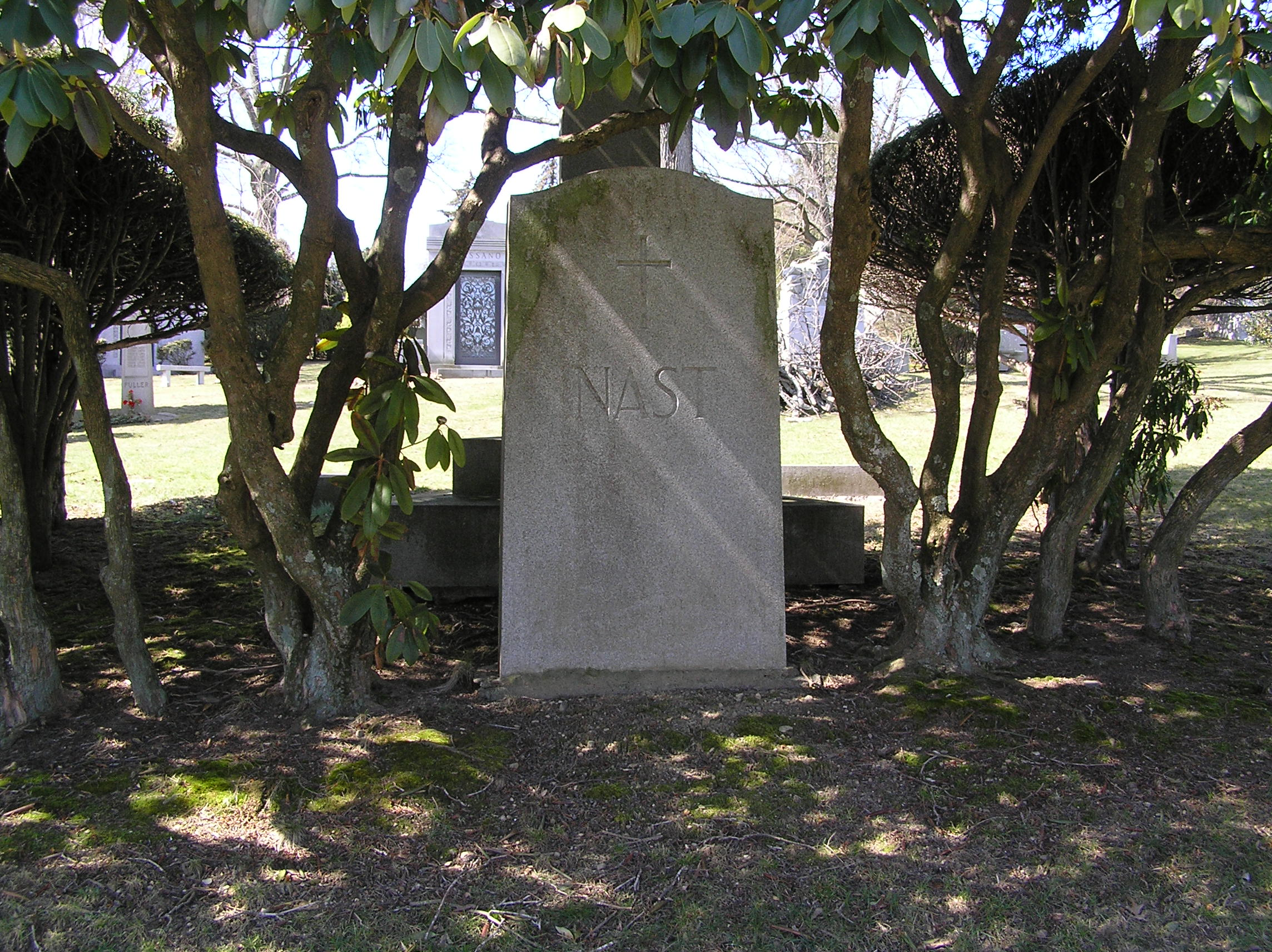
Hrob Condé Nasta

Condé Montrose Nast (26. března, 1873 New York – 19. září, 1942 New York) byl zakladatel společnosti Condé Nast Publications – předního amerického vydavatele časopisů a známých publikací, jako jsou Vanity Fair, Vogue nebo House and Garden.

## Život
Jeho otec byl neúspěšným makléřem a vynálezcem a sloužil také jako americký atašé v Berlíně. Jeho matka byla dcerou prominentního bankéře. Nastova teta financovala jeho studie na Georgetown University, kterou dokončil v roce 1894.
Poté pracoval pro svého spolužáka jako reklamní manažer pro časopis Collier's Weekly, kterému během deseti let reklamní příjmy zvýšil 100krát. Pak tuto redakci opustil a koupil časopis Vogue, ze kterého učinil světoznámý módní magazín.